# Peter Terrin

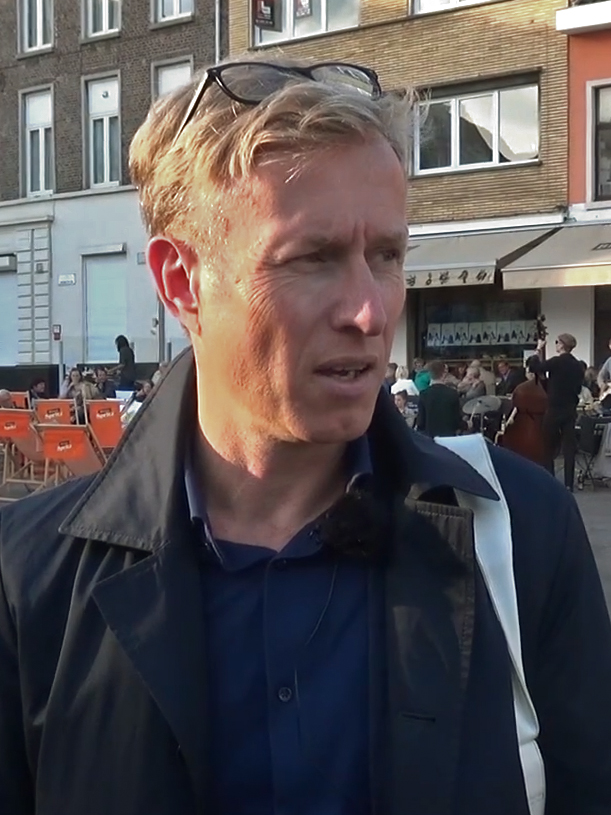
Peter Terrin (2017)

Peter Terrin (geb. am 3. Oktober 1968 in Tielt) ist ein flämischer Schriftsteller.

## Biografie
Terrin begann zunächst ein Ingenieurstudium (industrieel ingenieur), brach dieses aber ab und studierte dann Angepasste Kommunikation an der Universität Gent. Er arbeitete als Handelsvertreter. Mit dreiundzwanzig Jahren wurde er durch die Lektüre des Romans De donkere kamer van Damokles (dt. Die Dunkelkammer des Damokles) von Willem Frederik Hermans angeregt, selber mit dem Schreiben zu beginnen.
Terrin debütierte 1998 mit dem Erzählband De Code. Im Jahr 2001 schrieb er mit Kras seinen ersten Roman. Seinen Durchbruch hatte er mit dem Roman Blanco, für den er 2004 für den AKO-Literaturpreis nominiert wurde. Diesen bedeutenden, mit 50.000 Euro Preisgeld dotierten belgischen Literaturpreis bekam er dann erst mit seinem dritten nominierten Roman Post mortem 2012.
Für seinen neunten Roman Al het blauw (dt.: Alles Blau der Welt 2023) erhielt er 2022 den belgischen Confituurboekhandelsprijs, den Preis des Verbands der unabhängigen flämischen Buchhändler.

## Werke

### Romane
- 2022: De Gebeurtenis, De Bezige Bij, Amsterdam
- 2021: Al het blauw, De Bezige Bij, Amsterdam, ISBN 978-94-031-2271-7.
  - Alles Blau der Welt : Roman, Übersetzung von Rainer Kersten, Liebeskind, München 2023, ISBN 978-3-95438-159-3.
- 2018: Patricia, De Bezige Bij, Amsterdam, ISBN 978-94-031-3540-3.
- 2016: Yucca. Verlag De bezige Bij, Amsterdam, ISBN 9789023499282.[3]
- 2014: Monte Carlo. Verlag De bezige Bij, Amsterdam, ISBN 978-9-02348519-3.
  - Monte Carlo : Roman; aus dem Niederländischen von Christiane Kuby und Herbert Post, Berlin Verlag, Berlin 2016, ISBN 978-3-8270-1273-9.
- 2012: Post mortem. Verlag ECI B.V., ISBN 9789029583442.[4]
- 2009: De bewaker. Verlag De bezige Bij, Amsterdam, ISBN 978-9-02957149-4.
  - Der Wachmann : Roman; aus dem Niederländischen von Rainer Kersten. Liebeskind, München 2018, ISBN 978-3-95438-085-5.
- 2004: Vrouwen en kinderen eerst : de ontmanteling van AT-289. De Arbeiderspers, Antwerpen 2004, ISBN 978-9-02954910-3.
- 2003: Blanco. Verlag De bezige Bij, Amsterdam, ISBN 978-9-02348796-8.
  - Blanko : Roman; aus dem Niederländischen von Rainer Kersten, Liebeskind, München 2021, ISBN 978-3-95438-125-8.
- 2001: Kras. Verlag Veen, ISBN 978-9-02042097-5.

### Erzählungen
- 2011: Voor de lieve vrede. Bibliophile Ausgabe durch Tungsten
- 2006: De Bijeneters. Verlag De bezige Bij, Amsterdam, ISBN 978-9-02956390-1.
- 1998: De Code. Verlag Atlas Contact, ISBN 978-9-02542057-4.

## Hörspiele
- 2020: Der Wachmann, Produktion: Deutschlandfunk Kultur, Übersetzung: Rainer Kersten, Bearbeitung und Regie: Steffen Moratz, 55 Min.[5]

## Auszeichnungen
- 2014: Ehrenbürger von Wingene, des Ortes, in dem er aufwuchs
- 2012: AKO-Literaturpreis für Post mortem[6]
- 2010: EU-Literaturpreis für De bewaker
- 2008: Prijs voor Letterkunde van West-Vlaanderen für De Bijeneters
- 2022: Confituurboekhandelsprijs für Al het blauw

### Nominierungen
- 2018: Euregio-Schüler-Literaturpreis mit Monte Carlo
- 2015: Libris-Literaturpreis (Shortlist) mit Monte Carlo
- 2012: Halewijnpreis mit Post mortem
- 2010: Libris-Literaturpreis (Shortlist) mit De bewaker
- 2010: Gouden Uil (Longlist) mit De bewaker
- 2007: AKO Literatuurprijs mit dem Erzählband De Bijeneters
- 2004: AKO Literatuurprijs mit dem Roman Blanco